# 慶應義塾看護短期大学
慶應義塾看護短期大学（けいおうぎじゅくかんごたんきだいがく、英語: Keio Junior College of Nursing　）は、東京都新宿区信濃町35に本部を置いていた日本の私立大学である。1988年に設置され、2003年に廃止された。大学の略称は慶應看護。

## 概要

### 大学全体
- 東京都新宿区に所在した日本の私立短期大学で、設置主体は学校法人慶應義塾[2]。
- 旧来の慶應義塾大学医学部附属厚生女子学院を発展改組する形で、1988年に開学[注 1]。学科数1、入学定員100名、修業年限3年制の体制をとる。設置された学科は看護学科のみ。
- 2000年度の入学生を最後に[注釈 2]、2003年に短期大学としての使命を終える[6]。

### 建学の精神（校訓・理念・学是）
- 慶應義塾看護短期大学の学是は「独立自尊の人格を育成し、人命尊重の理念に基づき看護に必要な高度の学術を習得させるとともに、広く社会の福祉に貢献する女子人材の育成を目的とする」となっていた。

### 教育および研究
- 慶應義塾看護短期大学は看護に特化した教育が行われて、慶應義塾大学病院での臨床実習が取りいれられていた。

### 学風および特色
- 慶應義塾看護短期大学は1988年の設置と至って新しい方だが、北里柴三郎による看護婦養成所に端を発することから看護教育の伝統と実績の上で設置された短大といえる。
- 厚生女子学院の伝統を受継いでいたことから、学生は女子のみとなっていた。

## 沿革

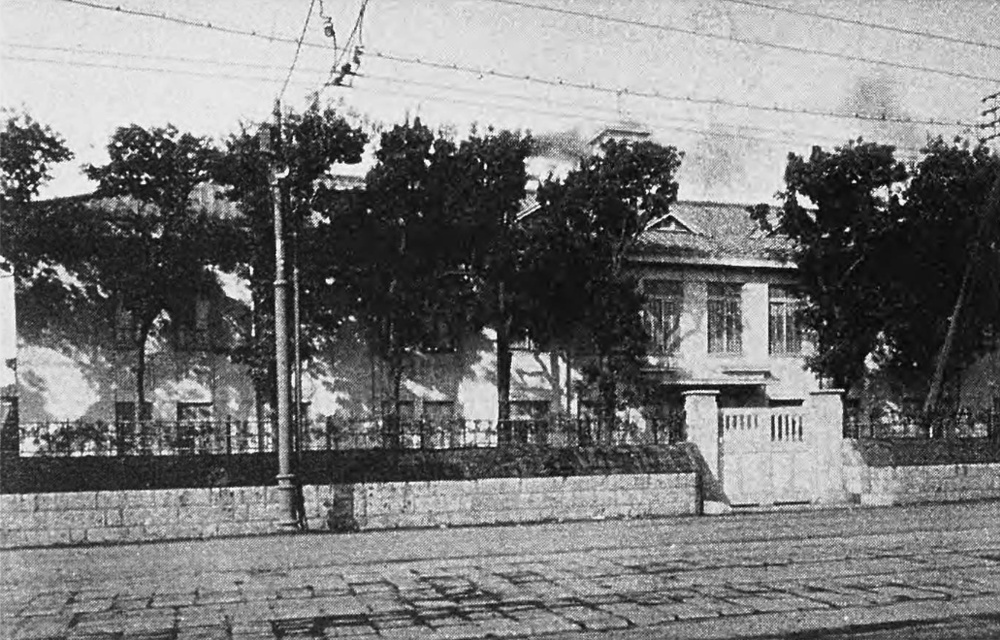
戦前の看護婦養成所

- 1917年 北里柴三郎による医学科附属看護婦養成所が認可される。
- 1919年 四谷区西信濃町に移転。
- 1920年 医学科が医学部に昇格。
- 1922年 医学部附属産婆養成所を開設。
- 1944年 看護婦養成所と産婆養成所が合併し、慶應義塾大学医学部附属看護婦産婆養成所となる[7]。
- 1950年 看護婦産婆養成所を慶應義塾大学医学部附属厚生女子学院に改組[7]。
- 1954年 医学部附属准看護婦学院を設立（1960年廃止）[8]。
- 1960年 厚生女子学院に別科を置く[9]。
- 1986年
  - 10月 1988年度の開学を目指す計画を行う[10]。
- 1987年
  - 12月23日 左記を以て文部省[注 3]より短期大学の設置が認可される[11]。
- 1988年
  - 4月1日 慶應義塾看護短期大学が以下の学科体制にて開学する。
    - 看護学科 入学定員100

  - 5月1日 学生数[12]/定員
    - 看護学科 女108/100[13]
- 1999年
  - 5月1日 学生数[14]/定員
    - 看護学科 女312/300
- 2000年
  - 4月1日 学生募集が最後となる[注釈 2]。
- 2003年
  - 8月8日 左記を以て正式に廃止となる[6]。

## 基礎データ

### 所在地
- 東京都新宿区信濃町35[注釈 1]

### 象徴
- 慶應義塾看護短期大学のカレッジマークは慶大と同様、ペンと剣をイメージしたものとなっていた[15]。
- 大学歌は慶應義塾塾歌となっていた。ほか、「慶應義塾看護婦の歌」があった[16]。

## 教育および研究

### 組織

#### 学科
- 看護学科 入学定員100名[注 4]

#### 専攻科
- なし

#### 別科
- なし

#### 取得資格について
- 言うまでもなく看護師受験資格が得られるように設定されていた。

### 研究
- 『慶応義塾看護短期大学紀要』[1]

## 学生生活

### 部活動・クラブ活動・サークル活動
- 慶應義塾看護短期大学で活動していたクラブ活動[18]医学部学生と合同で行われていた。バレーボール・弓道・スキー・剣道・バドミントンなどの体育系や茶道・手話などの文化系のクラブが盛んだった。

### 学園祭
- 慶應義塾看護短期大学の学園祭は「四谷祭」と呼ばれ、医学部と合同で行われていた[19]。

## 施設

### キャンパス
- 短大のキャンパスは医学部のある信濃町キャンパス内に設置されていた。造りは鉄筋5階建て[20]。

## 対外関係

### 系列校
- 慶應義塾大学

## 卒業後の進路について

### 就職について
- 慶應義塾大学病院ほか医療機関への就職者が多かったものとみられる。

### 編入学・進学実績
- 東京大学・東京医科歯科大学などの各大学への編入学実績が挙げられる[21]。